# Neelwafurat.com
Neelwafurat.com, arabiska نيل و فرات.كوم, är ett e-handelsföretag på internet, snarlikt det amerikanska företaget amazon.com. Det riktar sig främst till köpare i Mellanöstern och Arabvärlden. Företaget säljer böcker, tidskrifter, filmer och programvaror. Det grundades 1998 och var del i den då stora uppgången för arabisk e-handel.
Företagsnamnet Neelwafurat anspelar på floderna Nilen och Eufrat. Neel betyder "Nilen", "wa" är den fonetiska stavningen av den sjätte bokstaven waw i den arabiska konsonantskriften och furat betyder "Eufrat". Namnet ska leda tanken till den koppling Amazon.com har  till Amazonfloden.
Huvudkontoret ligger i Beirut i Libanon.